# Campeonato Cearense de Futebol - Série C
O Campeonato Cearense de Futebol da Terceira Divisão é a última divisão do Campeonato Cearense de Futebol. Começou a ser disputado em 2004, contando com um grande número de clubes, incluindo os antigos campeões cearenses da Primeira Divisão como América (duas vezes) e Calouros do Ar (uma vez). onde o Crateús Esporte Clube sagrou-se (o primeiro) campeão da competição. No ano de 2020, em que seria realizada sua 17º edição, em decorrência da Pandemia de COVID-19 ocorreu o adiamento do campeonato para o ano seguinte 2021, com a participação de oito clubes em turno único. Os maiores campeões da terceira divisão cearense são o Crateús Esporte Clube e o Pacatuba com dois títulos cada equipe.

## Histórico
Com a realização da Primeira Divisão e da Segunda Divisão do Campeonato Cearense de Futebol apareceu vários clubes querendo ingressar no certame estadual, assim foi criada em 1944 a Terceira Divisão, onde na década de quarenta foi disputada em seis ocasiões tendo quatro acessos, já na década de cinquenta foi disputada em quatro ocasiões com três acessos, e na década de sessenta também em ocasiões havendo acessos em três anos. Ao todo entre 1944 e 1969 o certame foi disputado 14 edições, havendo acessos para a segundona e em alguns casos ocorrendo o acesso direto para a "Série A" do nosso campeonato. Na década de noventa ela retorna com o Intermunicipal da APCDEC sendo disputada em 1998 a 2003 com a lei de acesso para a Série B, porém em 1997 tivemos uma competição amadora que dava acesso ao Intermunicipal que era a Segunda Divisão da época, já de 2004 a 2022 a federação retorna a realizar oficialmente uma Terceira Divisão estruturada com 18 edições. Já o acesso a Terceira Divisão tivemos em duas ocasiões as disputas do Campeonato Cearense de Futebol da Quarta Divisão na década de 50 e o Intermunicipal de 2004 a 2006 com a lei de acesso, onde o Arsenal de Caridade foi o ultimo a subir do Intermunicipal na edição de 2006, portanto tivemos 39 edições da Terceira Divisão entre 1944 e 2023.

## Campeões
| Edição | Ano  | Campeão             | Vice-campeão       | Terceiro lugar | Quarto lugar               |
| ------ | ---- | ------------------- | ------------------ | -------------- | -------------------------- |
| 1ª     | 2004 | Crateús             | Trairiense         | Tianguá        | Horizonte                  |
| 2ª     | 2005 | São Benedito        | Horizonte          | Palmácia       | Maracanã                   |
| 3ª     | 2006 | Eusébio             | Caucaia            | Ipu            | Aracati                    |
| 4ª     | 2007 | Barbalha            | Maracanã           | Terra e Mar    | União Desportiva Messejana |
| 5ª     | 2008 | Aracati             | Tauá               | Baturité       | Eusébio                    |
| 6ª     | 2009 | Caucaia             | Nova Russas        | Arsenal        | Pacajuense                 |
| 7ª     | 2010 | Crateús             | Pacatuba           | Juazeiro       | Paracuru                   |
| 8ª     | 2011 | Uruburetama         | Barbalha           | Paracuru       | Maguary                    |
| 9ª     | 2012 | Iguatu              | Nova Russas        | América        | Eusébio                    |
| 10ª    | 2013 | América             | Barbalha           | Maguary        | Itarema                    |
| 11ª    | 2014 | Uniclinic           | Itapajé            | Tianguá        | União                      |
| 12ª    | 2015 | Alto Santo          | Floresta           | Iguatu         | Pacatuba                   |
| 13ª    | 2016 | Tianguá             | E.C. Limoeiro      | Palmácia       |                            |
| 14ª    | 2017 | União               | Caucaia            | Barbalha       | Pacajus                    |
| 15ª    | 2018 | Campo Grande        | Crato              | Tianguá        | Verdes Mares               |
| 16ª    | 2019 | Pacatuba            | Itapipoca          | Nova Russas    | Verdes Mares               |
| 17ª    | 2020 | Maracanã            | Cariri             | Aliança        | Crateús                    |
| 18ª    | 2021 | Guarani de Juazeiro | Grêmio Pague Menos | Quixadá        | Campo Grande               |
| 19ª    | 2022 | Pacatuba            | Crateús            | Itarema        | Campo Grande               |
| 20ª    | 2023 | Maranguape          | Cariri             | Calouros do Ar | Terra e Mar                |
| 21ª    | 2024 | Quixadá             | Crato              | E.C. Limoeiro  | Terra e Mar                |
| 22ª    | 2025 | Crateús             | Guarany de Sobral  | Vila Real      | E.C. Limoeiro              |

## Títulos por equipe
| Clube               | Cidade            | Títulos               | Vices          | Terceiro             |
| ------------------- | ----------------- | --------------------- | -------------- | -------------------- |
| Crateús             | Crateús           | 3 (2004, 2010 e 2025) | 1 (2022)       | 0                    |
| Pacatuba            | Pacatuba          | 2 (2019, 2022)        | 1 (2010)       | 0                    |
| Barbalha            | Barbalha          | 1 (2007)              | 2 (2011, 2013) | 1 (2017)             |
| Caucaia             | Caucaia           | 1 (2009)              | 2 (2006, 2017) | 0                    |
| Maracanã            | Maracanaú         | 1 (2020)              | 1 (2007)       | 0                    |
| Tianguá             | Tianguá           | 1 (2016)              | 0              | 3 (2004, 2014, 2018) |
| Iguatu              | Iguatu            | 1 (2012)              | 0              | 1 (2015)             |
| América             | Fortaleza         | 1 (2013)              | 0              | 1 (2012)             |
| Quixadá             | Quixadá           | 1 (2024)              | 0              | 1 (2021)             |
| São Benedito        | São Benedito      | 1 (2005)              | 0              | 0                    |
| Eusébio             | Eusébio           | 1 (2006)              | 0              | 0                    |
| Aracati             | Aracati           | 1 (2008)              | 0              | 0                    |
| Uruburetama         | Uruburetama       | 1 (2011)              | 0              | 0                    |
| Uniclinic           | Fortaleza         | 1 (2014)              | 0              | 0                    |
| Alto Santo          | Alto Santo        | 1 (2015)              | 0              | 0                    |
| União               | Brejo Santo       | 1 (2017)              | 0              | 0                    |
| Campo Grande        | Juazeiro do Norte | 1 (2018)              | 0              | 0                    |
| Guarani de Juazeiro | Juazeiro do Norte | 1 (2021)              | 0              | 0                    |
| Maranguape          | Maranguape        | 1 (2023)              | 0              | 0                    |
| Cariri              | Juazeiro do Norte | 0                     | 2 (2020, 2023) | 0                    |
| Crato               | Crato             | 0                     | 2 (2018, 2024) | 0                    |
| Nova Russas         | Nova Russas       | 0                     | 1 (2012)       | 2 (2009, 2019)       |
| E.C. Limoeiro       | Limoeiro do Norte | 0                     | 1 (2016)       | 1 (2024)             |
| Trairiense          | Trairi            | 0                     | 1 (2004)       | 0                    |
| Horizonte           | Horizonte         | 0                     | 1 (2005)       | 0                    |
| Tauá                | Tauá              | 0                     | 1 (2008)       | 0                    |
| Arsenal             | Caridade          | 0                     | 1 (2009)       | 0                    |
| Itapajé             | Itapajé           | 0                     | 1 (2014)       | 0                    |
| Floresta            | Fortaleza         | 0                     | 1 (2015)       | 0                    |
| Itapipoca           | Itapipoca         | 0                     | 1 (2019)       | 0                    |
| Grêmio Pague Menos  | Fortaleza         | 0                     | 1 (2021)       | 0                    |
| Guarany de Sobral   | Sobral            | 0                     | 1 (2025)       | 0                    |
| Palmácia            | Palmácia          | 0                     | 0              | 2 (2005, 2016)       |
| Ipu                 | Ipu               | 0                     | 0              | 1 (2006)             |
| Terra e Mar         | Fortaleza         | 0                     | 0              | 1 (2007)             |
| Baturité            | Baturité          | 0                     | 0              | 1 (2008)             |
| Juazeiro            | Juazeiro do Norte | 0                     | 0              | 1 (2010)             |
| Paracuru            | Paracuru          | 0                     | 0              | 1 (2011)             |
| Maguary             | Fortaleza         | 0                     | 0              | 1 (2013)             |
| Aliança             | Pacatuba          | 0                     | 0              | 1 (2020)             |
| Itarema             | Itarema           | 0                     | 0              | 1 (2022)             |
| Aliança             | Pacatuba          | 0                     | 0              | 1 (2020)             |
| Calouros do Ar      | Fortaleza         | 0                     | 0              | 1 (2023)             |
| Vila Real           | Sobral            | 0                     | 0              | 1 (2025)             |